# گوموونسان
گوموونسان (به لاتین: Geumwonsan) یک کوه در کره جنوبی است که در Gyeongsangnam-do, South Korea واقع شده‌است. گوموونسان ۱٬۳۵۳ متر بالاتر از سطح دریا واقع شده‌است.